# Dolichotachina beckeri
Dolichotachina beckeri är en tvåvingeart som beskrevs av Zumpt 1972. Dolichotachina beckeri ingår i släktet Dolichotachina och familjen köttflugor. Inga underarter finns listade i Catalogue of Life.